# Chartreuse du Val de Sainte-Aldegonde de Longuenesse
Le monastère Notre-Dame du Val de Sainte-Aldegonde, domus cartusiensis Vallis sancte Aldegondis, était un monastère de l'ordre des chartreux, fondée en 1218, près de Saint-Omer par Jean de Sainte-Aldegonde, supprimé en 1791 et aujourd'hui détruit.

## Historique
La chartreuse du Val de Sainte-Aldegonde est fondée, en 1298, par Jean de Sainte-Aldegonde, seigneur de Notkelmes, mayeur de Saint-Omer. L’église est consacrée en 1327. La maison est la nécropole de la famille de Sainte-Aldegonde, qui en est bienfaitrice. 
Elle souffre des guerres. En 1387, 1407, 1436, elle demande protection contre les sévices des armées. 
En 1477, elle et saccagée ; en 1595 et 1597. 
Les chartreux gèrent le collège des Bons-Enfants de Saint-Omer jusqu'en 1699
En 1718, une inondation dévaste les bâtiments ; en 1767, un incendie. Le monastère est restauré. 
Le 13 février 1790, l'Assemblée constituante prononce l'abolition des vœux monastiques et la suppression des congrégations religieuses. Le 14 octobre 1790, la communauté se disperse.

## Prieurs
Le prieur est le supérieur d'une chartreuse, élu par ses comprofès ou désigné par les supérieurs majeurs.
Liste selon de Pas
- 1299-1306 : Pierre Duncart ou Druncart (†1306), profès du Val Saint-Pierre, premier prieur du Val de Sainte-Aldegonde.

- 1307-1322/23 :  D. Guy.

- 1324-1350 :  D. Jacques Chapelier ou le Capelier.

- 1351 :  D. Jean.

- ~1358 ou après 1366 :  D. Jacques de Liedekerke.

- 1365 :  D. Jacques de Dieboume.

- 1376-1383/84 : D. Bauduin.

- 1388-1402 : D. François le Parmentier.

- 1411-1412 :  D. Jean Probi.

- 1418 : D. Jean Hermare.

- 1424-143 : D. Pierre Tusseque, précédemment procureur jusqu'en 1424.

- 1438-1439 : D. Jean Hermare, pour la seconde fois.

- 1439-1470 :  D. Simon Anesart ou Hanezart (†1471)

- 1475 : D. Bauduin Percris, profès de St Omer.

- 1479-1482 : D. Nicolas Pertrix ou Pertres.

- 1485-1491 : D. Jacques Ricasses (†1517), prieur de Gosnay de 1491 à 1499, procureur des moniales de Gosnay en 1485

- 1493-1498 : D. David Clays

- 1498-1519 : D. Jean du Chastel ou du Chasteau, convisitatorprovinciœ en 1502,  premier visiteur en 1504, sans quitter la charge de prieur, il est envoyé faire la visite de la province cartusienne d'Angleterre, en 1506.

- 1519-1539 : D. Christophe de Journy.

- 1539-1541 : D. Robert du Chastel ou du Chasteau.

- 1541-1545 : D. Antoine Wastel, profès de Saint-Omer, nommé procureur des moniales de Gosnay (1513-1520 et 1533-1535), recteur (1524-1526) et prieur (1526-1527) de Valenciennes, nommé vicaire à Saint-Omer au Chapitre de 1527.

- 154..-1555 : D. Pierre Baudelle.

- 155..-1565 : D. N..., profès de Gosnay

- 1566-1566 : D. Jean Camus (†1567)

- 1566-1577: D. André Langlet.

- 1578-1582 : D. Mathieu Tavernier.

- 1583-1585 : D. Jacques Ducrocq

- 1585 ou 1586-1587 : D. Gilbert Coquillan.

- 1587-1591 : D. Jean Martin (†1599), profès de Gosnay et prieur de cette maison de 1585 à 1587, prieur de Saint-Omer en 1587.

- 1591-1595 : D. Jean Ponchel ou Pauchet (1548-†1634), vicaire des Moniales de Gosnay de 1590 à 1591.

- 1595-1600 : D. Mathieu Hervain (†1621), profès et prieur de Gosnay de 1587 à 1595, puis de Saint-Omer jusqu'à 1600.

- 1600-1609 : D. Jérôme de Wides ou Wytz (†1616), prieur de la Chapelle de 1614 à 1616, de Gosnay de 1609 à 1612.

- 1609-1632 : D. Thomas Vuerie.

- 1632-1645 : D. Antoine Bertrand (1645), moine de Gosnay de 1630 à 1632.

- >1645 : D. Bruno Du Fay (†1677), de Tournai, profès à la Grande Chartreuse en 1632.

- 16...-1652 : D. Pierre Carré, prieur de Valenciennes en 1640.

- >1652 : D. Jacques de Launoy ou Lannoy

- 16...-1662 : D. Jean-Baptiste Cappon.

- 1662-1666 : D. Pierre Doffelize ou Dofflize ou d'Haffelize[4], prieur de Nancy de 1666 à 1688.

- 16.. : D. Bruno du Rios.

- 1675-1689 : D. Joseph Macaire, prieur à Tournai le 8 avril 1692, procureur de Gosnay en 1667 et 1673, et, en 1679.

- 1689 : D. Lucas (ou Nicolas) Lescailliet ou Lescallier, prieur de Valenciennes en 1678.

- 16...-1698 : D. Charles Bécourt. prieur de Gosnay de 1698 à 1717, à  d'abord été prieur de Montreuil, de 1690 à 1691, ensuite de Saint-Omer jusqu'en 1698.

- 1698-1729 : D. François Ducroeq ou du Crocq[2]

, procureur à Gosnay en 1691 et 1692, procureur à Saint-Omer 
- 1730-1743 : D. Agapit Harveng (1767), prieur de la Boutillerie jusqu'en 1764 ou 1765.

- 1743-1754 : D. Norbert Moreau.

- 1754-1770 : D. Bertin Rifflart (1703-1790), né à Saint-Omer , profès de Saint-Omer en 1724, prieur au Chapitre de 1754, coadjuteur au Chapitre de 1770.

- 1770-1772 : D. Ignace Bertin (1729-1790), profès en 1753, procureur de Gosnay en 1760, prieur de Saint-Omer en 1770, de Tournai en 1772, rentré en mai 1783 à Gosnay comme deuxième coadjuteur.

- 1772-1778 : D. Hugues Verez (1712-1793), profès de Valenciennes en 1733, prieur de Saint-Omer au Chapitre de 1772, coadjuteur de Valenciennes au Chapitre de 1778. S'est retiré à Lille.

- 1778-1791 : D. Georges Kenler ou Kettler (1734-, profès de Gosnay en 1757, prieur de Gosnay au Chap. de 1773, et de Saint-Omer au Chap. de 1778 ;  prieur de Diest en 1791.

## Patrimoine foncier
Les Chartreux possédaient à Saint-Omer et dans les environs des propriétés importantes, soit, à Saint-Omer : les fiefs d'Ecout et du Colhof, ainsi que des rentes assignées sur un grand nombre de maisons, dans tous les quartiers et presque toutes les rues de la ville ; et, aux environs, des seigneuries à Bayenghem, Éperlecques, Nordausques, Saint-Nicolas (fief des Aborts), Sainte-Marie-Église, Heuringhem (fief de Lespinoy), Tatinghem, Leulinghem (Arquingoul), Samettes, etc.

## Héraldique
| Armoiries de la Chartreuse du Val de Sainte-Aldegonde | Les armes du Val de Sainte-Aldegonde se blasonnent ainsi : D'azur, à une croisette d'or, accompagnée de huit roches d'argent, posées en orle. |